# Ben Cross
Harry Bernard Cross, detto Ben (Londra, 16 dicembre 1947 – Vienna, 18 agosto 2020), è stato un attore britannico, noto per il personaggio di Harold Abrahams protagonista di Momenti di gloria, film vincitore del Premio Oscar 1982.

## Biografia
Nel 1978 recitò nel ruolo dell'avvocato Bill Flynn nel musical Chicago, ricevendo una nomination al Laurence Olivier Awards per il miglior attore in un musical.
Dopo la fama internazionale per Momenti di gloria si trovò a recitare in ruoli da caratterista e in film minori o in ruoli per la televisione. Suo il ruolo del protagonista, il Dr. Andrew Manson nella miniserie The Citadel del 1983, adattamento televisivo BBC del romanzo di A.J. Cronin La cittadella, originariamente pubblicato nel 1937. Sempre per la televisione, ha interpretato la serie televisiva britannica del 1984 Padiglioni lontani, tratta dall'omonimo romanzo di Mary Margaret Kaye.
Nel 1995 interpretò il ruolo del perfido cavaliere Sir Malagant nel film Il primo cavaliere di Jerry Zucker. Tornò a recitare in un blockbuster nel 2009, interpretando il vulcaniano Sarek, il padre di Spock, nel film Star Trek (diretto da J. J. Abrams).
Cross è morto il 18 agosto 2020 a Vienna dopo una breve malattia, all'età di 72 anni.

## Filmografia parziale

### Cinema
- Quell'ultimo ponte (A Bridge Too Far), regia di Richard Attenborough (1977)
- Momenti di gloria (Chariots of Fire), regía di Hugh Hudson (1981)
- L'attenzione, regía di Giovanni Soldati (1985)
- Assisi Underground (The Assisi Underground), regia di Alexander Ramati (1985)
- La casa ai confini della realtà (Paperhouse), regia di Bernard Rose (1988)
- La bottega dell'orefice, regia di Michael Anderson (1988)
- I dinamitardi (Live Wire), regia di Christian Duguay (1992)
- Miele dolce amore (Honey Sweet Love), regia di Enrico Coletti (1994)
- Il primo cavaliere (First Knight), regia di Jerry Zucker (1995)
- Turbulence - La paura è nell'aria (Turbulence), regia di Robert Butler (1997)
- Ambizione fatale (The Corporate Ladder), regia di Nick Vallelonga (1997)
- The Venice Project, regia di Robert Dornhelm (1999)
- The Order, regia di Sheldon Lettich (2001)
- L'esorcista - La genesi (Exorcist: The Beginning), regia di Renny Harlin (2004)
- The Mechanik, regia di Dolph Lundgren (2005)
- Zombies - La vendetta degli innocenti (Wicked Little Things), regia di J.S. Cardone (2006)
- Undisputed II: Last Man Standing, regia di Isaac Florentine (2006)
- Dietro le linee nemiche II - L'asse del male (Behind Enemy Lines II: Axis of Evil), regia di James Dodson (2006)
- Species IV - Il risveglio (Species: The Awakening), regia di Nick Lyon (2007)
- When Nietzsche Wept, regia di Pinchas Perry (2007)
- Hero Wanted, regia di Brian Smrz (2008)
- War, Inc., regia di Joshua Seftel (2008)
- Star Trek, regia di J.J. Abrams (2009)
- Hurricane - Allerta uragano (The Hurricane Heist), regia di Rob Cohen (2018)
- L'ultima lettera d'amore (The Last Letter from Your Lover), regia di Augustine Frizzell (2021)
- Gli occhi del diavolo (Prey for the Devil), regia di Daniel Stamm (2022)

### Televisione
- Wessex Tales – miniserie TV, episodio 1x05 (1973)
- Tutto mi porta da te (Great Expectations), regia di Joseph Hardy – film TV (1974)
- Strangers – serie TV, episodio 2x05 (1979)
- ITV Playhouse – serie TV, episodio 11x06 (1979)
- I Professionals (The Professionals) – serie TV, episodio 4x07 (1980)
- The Flame Trees of Thika – miniserie TV, 4 episodi (1981)
- Play for Today – serie TV, episodio 12x14 (1982)
- Coming Out of the Ice, regia di Waris Hussein – film TV (1982)
- The Citadel – miniserie TV, 10 episodi (1983)
- Padiglioni lontani (The Far Pavilions) – miniserie TV, episodi 1x01-1x02-1x03 (1984)
- Ai confini della realtà (The Twilight Zone) – serie TV, episodio 1x22 (1986)
- Medicina amara (Strong Medicine), regia di Guy Green – film TV (1986)
- Complotto in cielo (Steal the Sky), regia di John D. Hancock – film TV (1988)
- Pursuit – miniserie TV, episodi 1x01-1x02 (1989)
- Vita notturna (Nightlife), regia di Daniel Taplitz – film TV (1989)
- L'ombra della notte (Dark Shadows) – serie TV, 12 episodi (1991)
- E lei rimase sola (She Stood Alone), regia di Jack Gold – film TV (1991)
- The Ray Bradbury Theater – serie TV, episodio 5x05 (1992)
- The Diamond Fleece, regia di Al Waxman – film TV (1992)
- I racconti della cripta (Tales from the Crypt) – serie TV, episodio 4x04 (1992)
- Embrasse-moi vite!, regia di Gérard Marx – film TV (1993)
- Les Audacieux, regia di Armand Mastroianni – film TV (1993)
- Vette di libertà (The Ascent), regia di Donald Shebib – film TV (1994)
- Hellfire, regia di David Tausik – film TV (1995)
- The House That Mary Bought, regia di Simon MacCorkindale – film TV (1995)
- Poltergeist (Poltergeist: The Legacy) – serie TV, episodio 1x09 (1996)
- 20,000 Leagues Under the Sea, regia di Michael Anderson – film TV (1997)
- Salomone (Solomon) – miniserie TV (1997)
- I guardiani del cielo – miniserie TV (1999)
- The Potato Factory – miniserie TV, 4 episodi (2000)
- The Red Phone: Manhunt, regia di Jerry Jameson – film TV (2002)
- Trial & Retribution – serie TV, episodi 7x01-7x02 (2003)
- The Red Phone: Checkmate, regia di Jerry Jameson – film TV (2003)
- Spartaco - Il gladiatore (Spartacus), regia di Robert Dornhelm – film TV (2004)
- Icon, regia di Charles Martin Smith – film TV (2005)
- S.S. Doomtrooper, regia di David Flores – film TV (2006)
- Hannibal, regia di Edward Bazalgette – film TV (2006)
- Grendel, regia di Nick Lyon – film TV (2007)
- I predatori della città perduta (Lost City Raiders), regia di Jean de Segonzac – film TV (2008)
- Hellhounds, regia di Ricky Schroder – film TV (2009)
- Ben-Hur – miniserie TV, episodi 1x01-1x02 (2010)
- Ice – miniserie TV, episodi 1x01-1x02 (2011)
- Super Tanker, regia di Jeffery Scott Lando – film TV (2011)
- William & Kate - Una favola moderna (William & Kate), regia di Mark Rosman – film TV (2011)
- Hawthorne - Angeli in corsia (Hawthorne) – serie TV, episodio 3x03 (2011)
- Black Forest - Favole di sangue (Black Forest), regia di Patrice Dinhut – film TV (2012)
- Banshee - La città del male (Banshee) – serie TV, 20 episodi (2013-2014)
- Banshee Origins – serie TV, episodi 1x03-1x08-2x10 (2013-2014)
- Viking Quest, regia di Todor Chapkanov – film TV (2015)
- L'esercito delle 12 scimmie (12 Monkeys) – serie TV, episodi 4x01-4x08 (2018)
- Pandora – serie TV, 4 episodi (2019)
- Jarhead: Law of Return, regia di Don Michael Paul – film TV (2019)

## Teatro (parziale)
- Lydie Breeze (1982)

## Riconoscimenti
- Boston Society of Film Critics
  - 2009 – Miglior cast per Star Trek (condiviso con altri)

- CableACE Awards
  - 1984 – Candidatura al miglior attore in uno special o serie drammatica per l'episodio The Substitute della serie televisiva Poltergeist
  - 1989 – Candidatura al miglior attore in un film o in una miniserie per Steal the Sky
  - 2006 – Candidatura al miglior attore in un programma drammatico o teatrale per Padiglioni lontani

- Soap Opera Digest Awards
  - 1992 – Candidatura al miglior attore in prima serata per L'ombra della notte

- Washington D.C. Area Film Critics Association
  - 2009 – Candidatura al miglior cast per Star Trek (condiviso con altri)

## Doppiatori italiani
Nelle versioni in italiano delle opere in cui ha recitato, Ben Cross è stato doppiato da:
- Luca Biagini in Complotto in cielo, Salomone, The Order, William & Kate - Una favola moderna, L'ultima lettera d'amore
- Massimo Lodolo in Ambizione fatale, L'esorcista - La genesi,  Icon - Sfida al potere
- Stefano De Sando in The Mechanik, Ice, Black Forest - Favole di sangue
- Michele Gammino in Turbulence - La paura è nell'aria, Hero Wanted
- Sergio Di Stefano ne Il primo cavaliere, Star Trek
- Mario Cordova in Dietro le linee nemiche II - L'asse del male, Banshee - La città del male
- Aldo Reggiani in Momenti di gloria
- Pasquale Anselmo in La casa ai confini della realtà
- Romano Malaspina in Padiglioni lontani
- Emilio Cappuccio in L'attenzione
- Claudio Capone in Assisi Underground
- Massimo Dapporto in La bottega dell'orefice
- Claudio De Davide in L'ombra della notte
- Luca Dal Fabbro ne I dinamitardi
- Paolo Maria Scalondro in Vette di libertà
- Francesco Pannofino in The Potato Factory
- Roberto Draghetti in Zombies - La vendetta degli innocenti
- Paolo Sesana in Undisputed II: Last Man Standing
- Giorgio Bonino in Ben Hur
- Enrico Maggi in Hurricane - Allerta uragano